# Raphanus
Raphanus és un gènere de plantes amb flors de la família de les Brassicàcies. És el gènere dels raves i ravenets.
De l'espècie Raphanus sativus n'hi ha moltes varietats que algunes vegades s'han proposat com espècies diferents però que actualment no s'accepten com a tals.
Les espècies del gènere Raphanus són plantes anuals o bienals. El gènere és originari d'Àsia però és actualment cosmopolita i en algunes zones són plantes invasores.
Als Països Catalans és autòcton Raphanus raphanistrum: subespècie raphanistrum i subespècie landra.

## Taxonomia
- Raphanus caudatus, rave de cua
- Raphanus raphanistrum, rave petit, ravenet o rave bord
- Raphanus sativus, rave